# Iron (Fluss)
Der Iron ist ein Fluss in Frankreich, der im Département Aisne in der Region Hauts-de-France verläuft. Er entspringt an der Gemeindegrenze von La Flamengrie und Le Nouvion-en-Thiérache, entwässert in einem Bogen von Südwest nach Nordwest und mündet nach rund 25 Kilometern an der Gemeindegrenze von Hannapes und Vénérolles als linker Nebenfluss in den Noirrieu, der hier teilweise als kanalisierter Fluss für den Schifffahrtskanal Canal de la Sambre à l’Oise dient.

## Orte am Fluss
(Reihenfolge in Fließrichtung)
- Haie Maubecque, Gemeinde La Flamengrie
- Buironfosse
- Leschelle
- Le Petit Dorengt, Gemeinde Dorengt
- Lavaqueresse
- Iron
- Jérusalem, Gemeinde Iron